# Västtragik
Västtragik var en webbplats grundad våren 2004. Erik Ljungberg, som grundat sajten, var rullstolsburen och han ville genom denna uppmärksamma allmänheten på att Västtrafik som enda kollektivtrafikföretag förbjuder rullstolsburna att färdas med kollektivtrafiken. Webbplatsen fick stor genomslagskraft i media, och Västtrafik vidtog till slut juridiska åtgärder mot upphovsmannen, en anmälan som sedermera drogs tillbaka.
Hösten 2005 tilldelades Erik Ljungberg pris för sina insatser i kampen mot diskriminering. Juryns motivering löd: Erik Ljungbergs civilkurage gav honom Stilpriset, Hjärter ess 2005. Han protesterar mot och synliggör diskriminering på ett roligt och intelligent sätt. För en organisation som Stil med handikappolitiska rötter är det viktigt att vassheten finns kvar, att man vågar sticka ut hakan. Det gör Erik Ljungberg och därför blev han den självklare vinnaren av Stilpriset, Hjärter ess 2005.